# Pontón de la Oliva
Le Pontón de la Oliva est un barrage espagnol, aujourd'hui désaffecté, situé dans la Sierra de Ayllón, au nord-est de la communauté de Madrid et au nord-ouest de la province de Guadalajara. Il est construit en 1857. Il s'agit du sixième et dernier barrage du cours de la rivière Lozoya et du plus ancien du système de barrages et de canalisations du canal de Isabel II, un réseau qui approvisionne en eau potable Madrid et une bonne partie de la communauté.